# كلا صفا (هرازبي الجنوبي)
کلا صفا (بالفارسية: کلاصفا) هي قرية تقع في إيران في قسم هرازبي الجنوبی الريفي. يقدر عدد سكانها بـ 945 نسمة بحسب إحصاء 2016.